# Philippa Wiggins
Philippa Marion Wiggins FRSNZ, geb. Glasgow, (* 16. Juli 1925; † 16. März 2017 in Auckland, Neuseeland) war eine neuseeländische Biochemikerin und Hochschullehrerin. Sie war Professorin an der University of Auckland. Sie entdeckte, dass die Existenz von Wasser in zwei unterschiedlichen Formen für die Biologie lebender Zellen von entscheidender Bedeutung ist.

## Leben und Werk
Wiggins studierte Physik an der University of Canterbury, wechselte dann aber in das Studienfach Chemie, da Frauen an der Universität damals nur der erste Abschluss in Physik gestattet war. Nach ihrem Master of Science-Honours-Abschluss in Chemie 1947 erhielt sie ein Stipendium für die Arbeit am Davy-Faraday Laboratory der Royal Institution of Great Britain in London. Sie promovierte dann am King’s College London.
Sie forschte nach einer Kindererziehungszeit in Teilzeit und arbeitete erst im Alter von 48 Jahren wieder in Vollzeit. Von 1962 bis 1966 arbeitete sie mit dem Chemiker Walter Metcalf an der University of Canterbury. Anschließend war sie als Forschungswissenschaftlerin an der University of Otago tätig und forschte dort an der Rolle von Wasser in lebenden Zellen.
Sie wurde vom Health Research Council of New Zealand mit einem Career Fellowship ausgezeichnet. Von 1970 bis 1990 setzte sie ihre Forschung an der University of Auckland fort, wo sie Professorin für Membranphysiologie am Fachbereich Medizin war. 1994 war sie Mitbegründerin von BioStore NZ und 1997 Forschungswissenschaftlerin bei der Genesis Research and Development Corporation. Bis 2009 veröffentlichte sie weiterhin wissenschaftliche Arbeiten.

## Forschung über die Struktur von Wasser
Sie nutzte Infrarotspektroskopie, um die Existenz von zwei Wasserstrukturen in biologischen Systemen (LDW und HDW) zu demonstrieren, und dies wurde von anderen Forschern in großen Wassermengen mit dem Linearbeschleuniger der Stanford University bestätigt. Die Entdeckung von Wiggins hatte tiefgreifende Auswirkungen auf viele Bereiche der Biochemie und Medizin. Sie veröffentlichte Artikel, in denen beschrieben wird, wie Wasser die Struktur von DNA und Proteinen beeinflusst und wie es die Entwicklung des Lebens selbst beeinflusst hat. Da diese Wechselwirkungen von grundlegender Bedeutung sind, können damit auch verschiedene Arten von Krankheiten erklärt werden. Sie veröffentlichte darüber, wie Prionen Krankheiten wie den BSE verursachen und wie Wasser die Bildung von Plaques im Gehirn beeinflusst, die die Alzheimer-Krankheit verursachen.
Durch Wasserstoffbrücken bildet Wasser riesige kristallartige Strukturen, die Eis ähneln und eine geringere Dichte (englisch low density water) haben als das umgebende, weniger strukturierte Wasser (high density water). Bei Temperaturen über 0 °C zerfallen die eisähnlichen Strukturen und bilden sich mit hoher Geschwindigkeit neu. Dadurch erhält flüssiges Wasser seine besonderen Eigenschaften. Die kristallähnlichen Strukturen geringer Dichte nehmen Kalium auf, jedoch kein Natrium. Wiggins beobachtete dieses Phänomen erstmals in den späten 1960er Jahren. Um dies zu erklären, entwickelte sie die Theorie, dass Wasser in mindestens zwei verschiedenen Formen existieren kann und dass die lebenden Zellen diese Eigenschaft nutzen. Diese „Zustände“ des Wassers wirken sich auch auf die Struktur von DNA und Proteinen aus.
Wiggins konnte mit ihrer Theorie viele Phänomene erklären und arbeitete später mit Unternehmen an der Anwendung ihrer Theorien. Sie veröffentlichte mehr als 70 Artikel in internationalen Fachzeitschriften und erhielt etwa 40 Patente.
Wiggins starb 2017 im Alter von 91 Jahren in Auckland.

## Ehrungen (Auswahl)
- 1991: Fellow der Royal Society Te Apārangi
- Medaille vom Health Research Council of New Zealand
- 2017: 150 Women in 150 Words der Royal Society Te Apārangi[4]

## Maßgebliche Veröffentlichungen
- Life Depends upon Two Kinds of Water. In: PLoS One. Band 3, 2008, S. e1406, doi:10.1371/journal.pone.0001406.
- A kinetic study of the state of potassium in kidney tissue. In: Biochimica et Biophysica Acta. Band 109, Nr. 2, S. 454–466, doi:10.1016/0926-6585(65)90171-8.
- High and low density intracellular water. In: Cellular and Molecular Biology. Band 47, Nr. 5, 2001, S. 735–744, doi:10.1371/journal.pone.0001406.